# Podgórze (Dylów Szlachecki)
Podgórze – część wsi Dylów Szlachecki w Polsce, położona w województwie łódzkim, w powiecie pajęczańskim, w gminie Pajęczno.
W latach 1975–1998 miejscowość administracyjnie należała do województwa piotrkowskiego.
Dawniej samodzielna wieś w gminie Siemkowice w powiecie wieluńskim. 1954–1973 w gromadzie Pajęczno.